# Schlosshotel (Heidelberg)

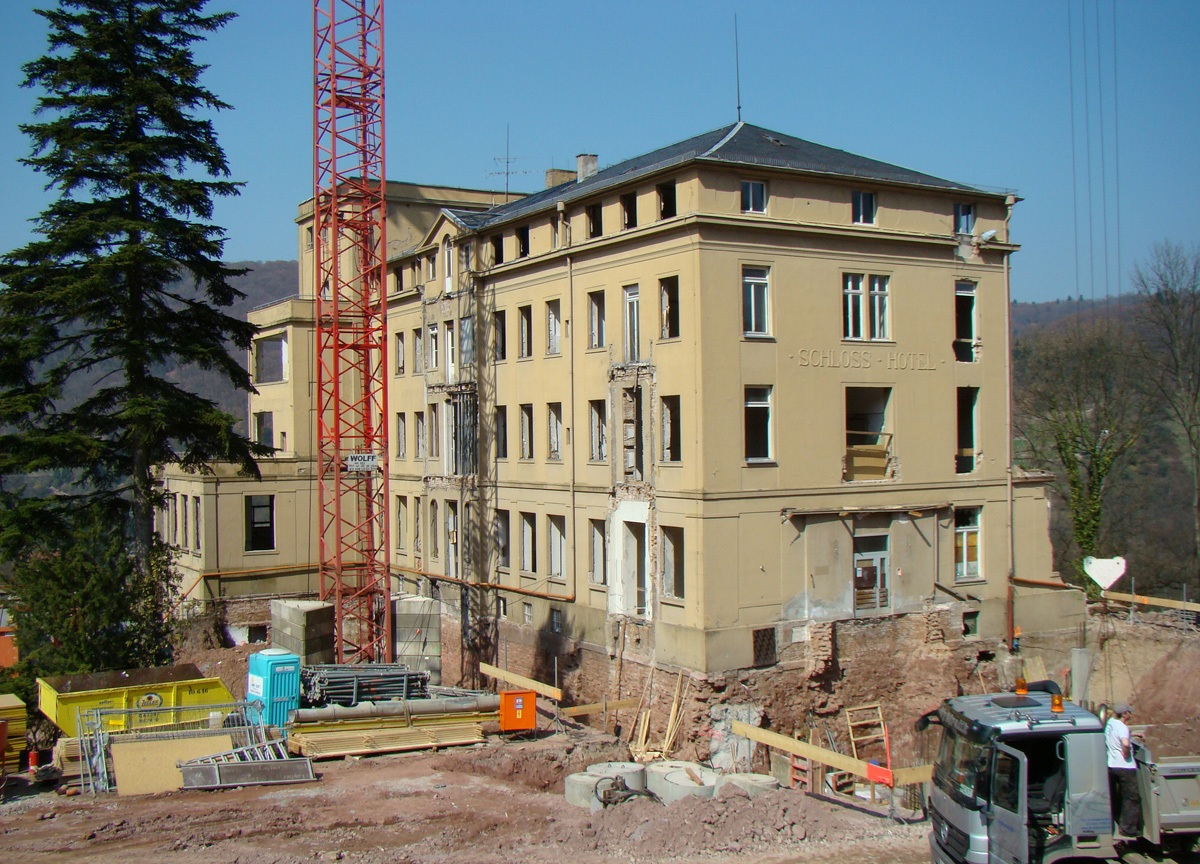
Das Schlosshotel in Heidelberg im April 2009 nach Beginn der Umbauarbeiten

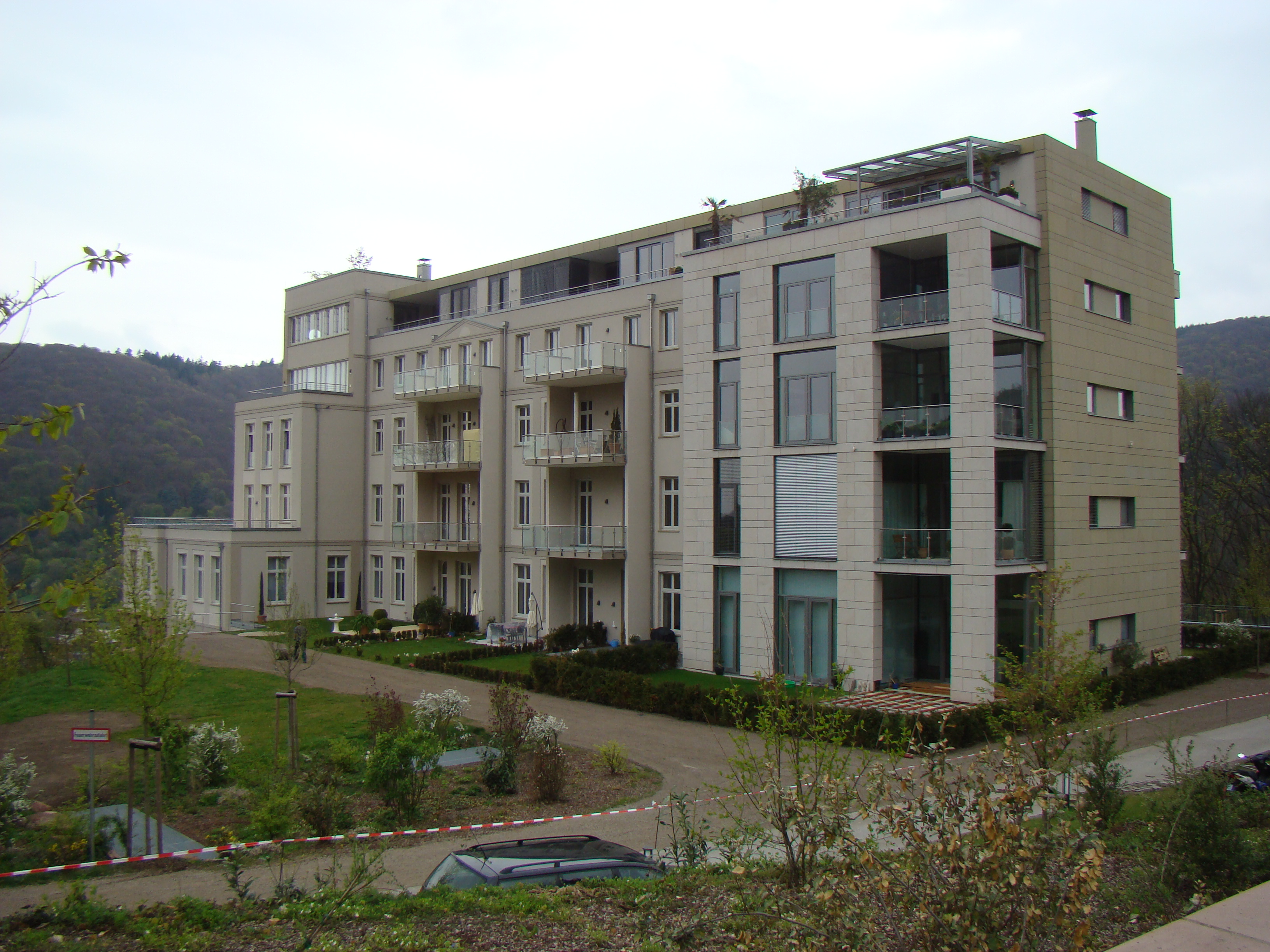
Das Hauptgebäude der Appartementanlage im April 2012

Aktie über 100 RM der Schloßhotel Heidelberg AG vom Mai 1940

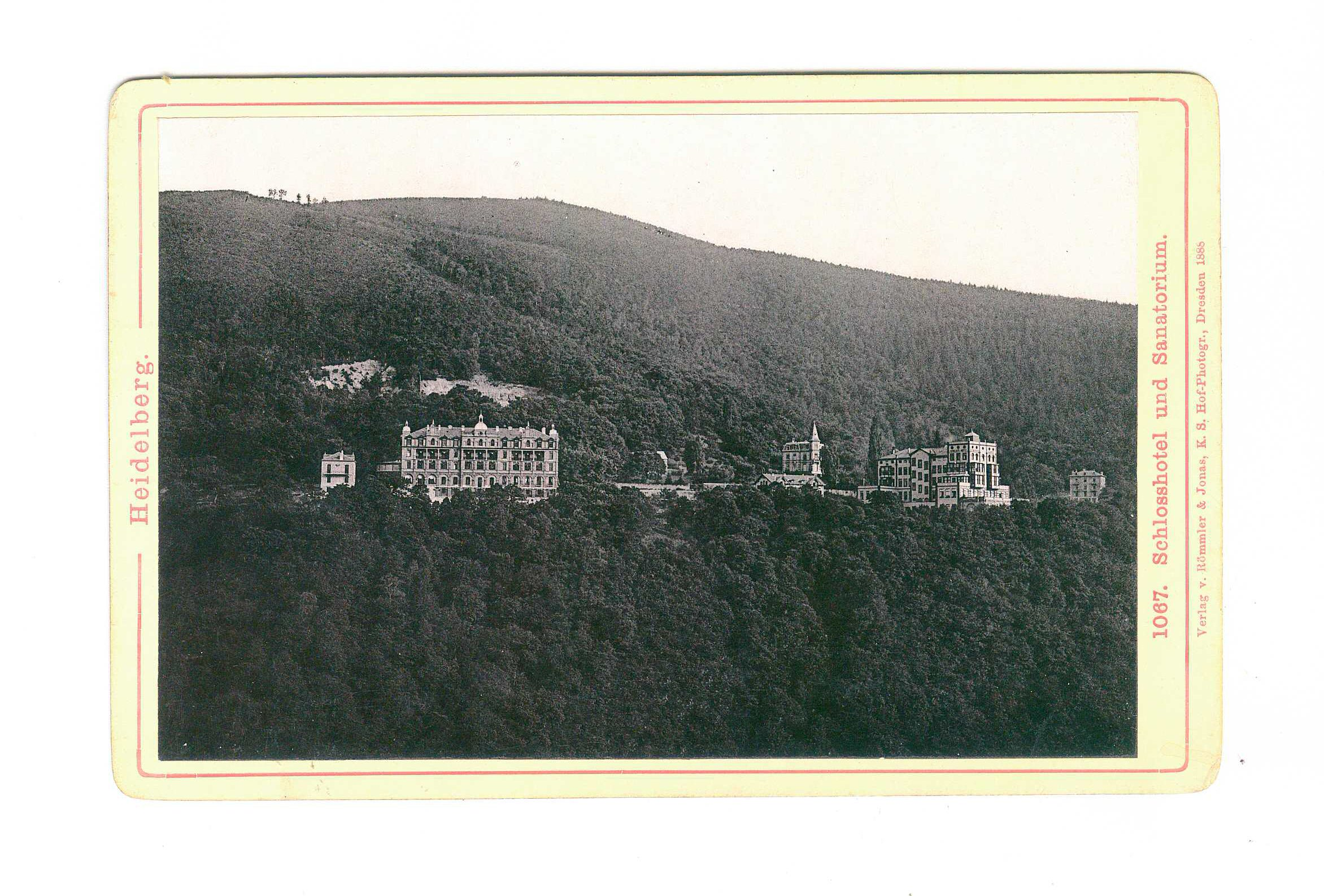
Hotel Bellevue und Schlosshotel 1888

Das Schlosshotel in Heidelberg war von 1873 bis 1964 mit Unterbrechungen ein Hotel. In ortsbildprägender Lage oberhalb vom Hortus Palatinus des Heidelberger Schlosses gelegen, war es einst eines der besten Häuser am Platz, das zahlreiche prominente Gäste beherbergte. Auch Kaiserin Sissi, Richard Wagner und Mark Twain waren hier zu Gast. Nach dem Ende des Hotelbetriebs diente das Gebäude bis zum Jahr 2000 als internationales Studienzentrum der Universität Heidelberg. Seit 2009 entstand an der Stelle des Gebäudes ein Wohnkomplex aus Appartementanlagen.

## Geschichte

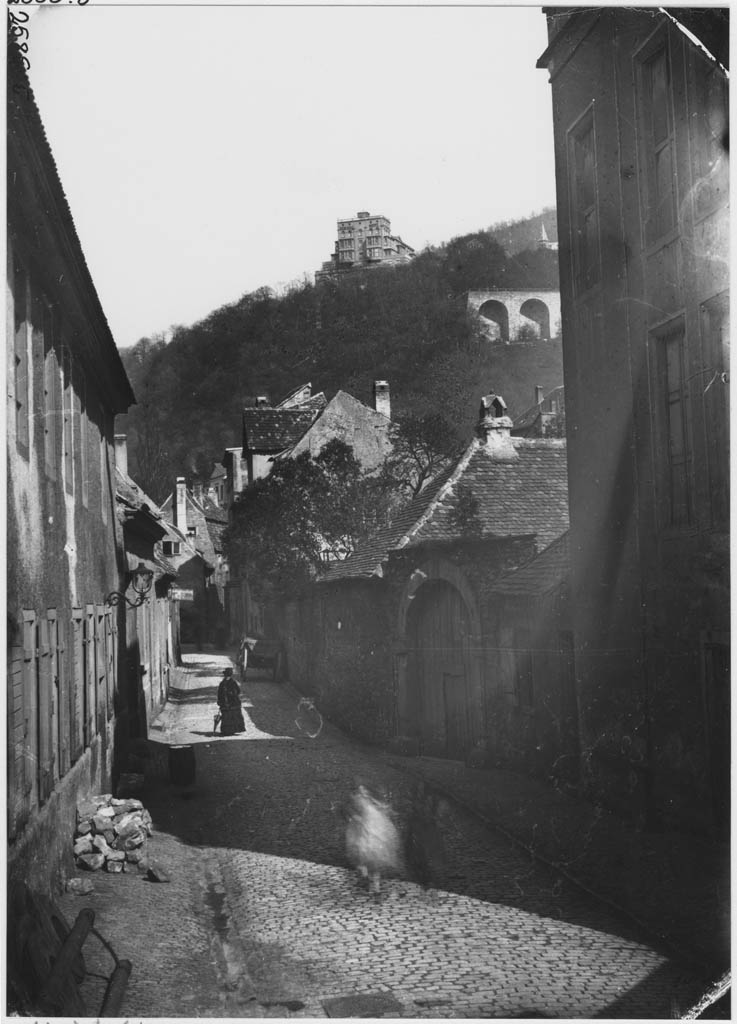
Blick von einer Altstadtgasse zum Schlosshotel, 1881

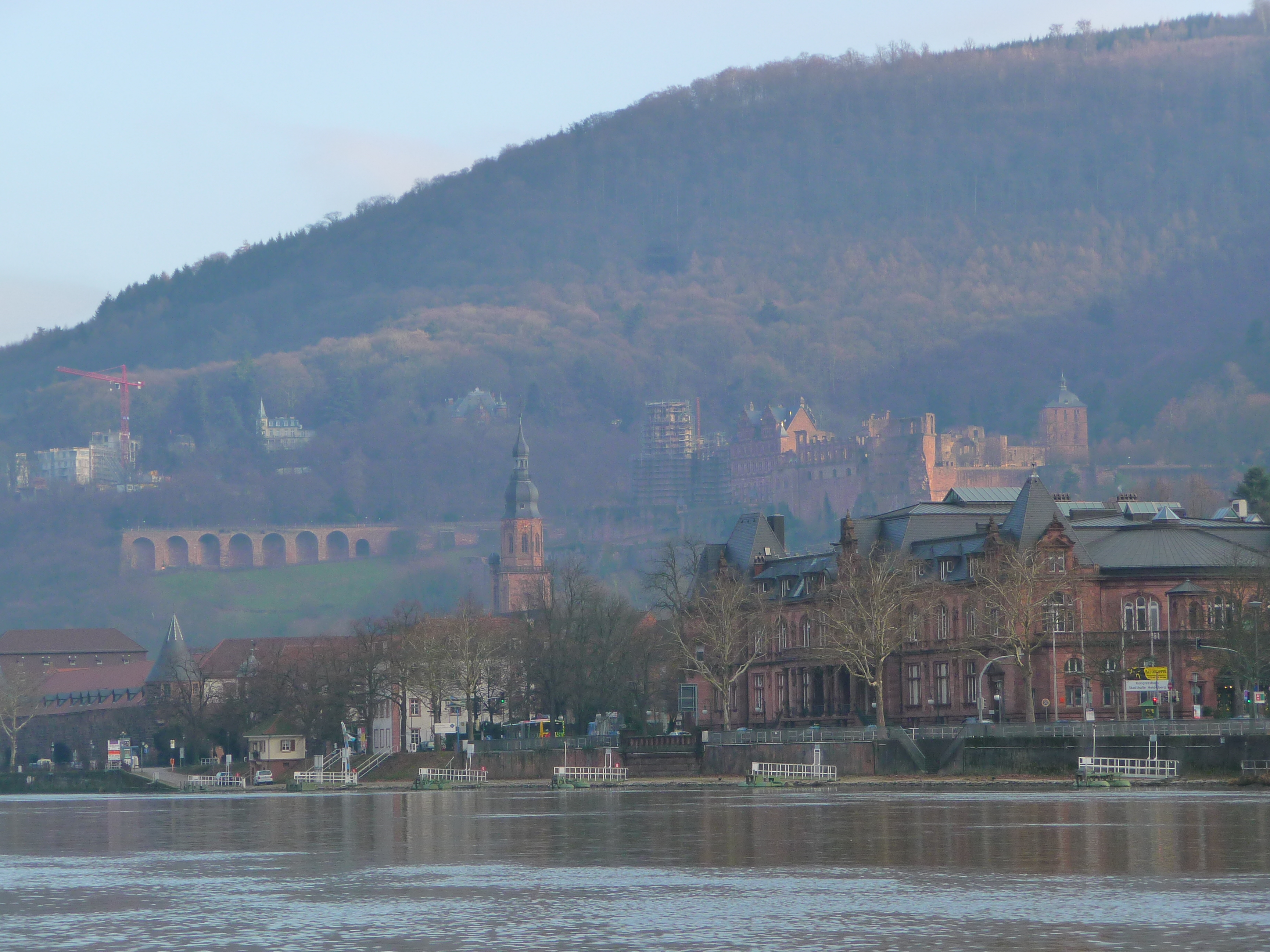
Blick vom Neckar über die Stadthalle auf das Heidelberger Schloss. Links am Bildrand (mit Baukran) die im Bau befindliche Appartement-Anlage an der Stelle des einstigen Schlosshotels

Das Schlosshotel über der Scheffelterrasse eröffnete im Jahr 1873. Direkt daneben stand im Osten das Hotel Bellevue, das nach einem Brand im Jahr 1920 nicht wieder aufgebaut wurde. Mit seiner im Osten anschließenden Direktorenvilla beginnt zugleich die Bebauung des Schloß-Wolfsbrunnenwegs, der sich vom Schloss in Richtung Osten bis hin zum Stadtteil Schlierbach zieht.
Ab 1930 geriet die Betreibergesellschaft in eine wirtschaftliche Schieflage. In den 1940er Jahren diente das Hotel auch als Hotelfachschule. Nach dem Zweiten Weltkrieg blieb das Gebäude bis 1956 durch die US-Armee beschlagnahmt, danach wurde der Hotelbetrieb wieder aufgenommen. Trotz seiner guten Lage wurde das Hotel mit seinen 80 Betten wirtschaftlich nicht erfolgreich geführt, so dass der Hotelbetrieb 1964 endete.
Das Gebäude kam an das staatliche Liegenschaftsamt und wurde an die Universität Heidelberg vergeben, die darin ein internationales Studienzentrum einrichtete. Das Gebäude wurde dafür in kleine Wohneinheiten parzelliert und es wurden zahlreiche zusätzliche Bäder eingebaut. Ab dem Jahr 2000 stand das Gebäude für mehrere Jahre leer.
Im Juli 2007 genehmigte der Heidelberger Gemeinderat das Projekt, es in eine Appartement-Anlage umzubauen, der äußere Baukörper des Hotels sollte dabei erhalten werden. Im Zuge der Umbaumaßnahmen stellte sich dann jedoch heraus, dass der Baukörper völlig marode war, wozu insbesondere seine Durchfeuchtung durch die nachträglich eingebauten Badezimmer beigetragen hatte. Die alte Bausubstanz wurde sukzessive abgerissen und erneuert. Selbst die zuletzt noch stehende Westfassade des Hotels zum Schloss und zur Stadt hin musste abgerissen werden. In der Bevölkerung traf der völlige Abriss der alten Bausubstanz auf viel Kritik, wenngleich die Kubatur des Hauptgebäudes der Appartementanlage noch in etwa dem ehemaligen Hotelgebäude entspricht. Östlich des Hauptgebäudes, wo sich einst die Hotel-Nebengebäude befanden, entstanden zwei weitere moderne Wohnblocks, die jedoch in ihrer Form keinen Bezug mehr auf die früheren Gebäude nehmen.
Von der historischen Hotelanlage blieb lediglich die weiter östlich stehende und in Privatbesitz befindliche einstige Direktorenvilla erhalten.